# Vzpírání na Letních olympijských hrách 1896
Vzpěračské soutěže na Letních olympijských hrách 1896 v Athénách.

## Medailisté

### Muži
| Kategorie | Zlato                                    | Stříbro                                  | Bronz                                 |
| --------- | ---------------------------------------- | ---------------------------------------- | ------------------------------------- |
| Jednoruč  | Launceston Elliot · Velká Británie (GBR) | Viggo Jensen · Dánsko (DEN)              | Alexandros Nikolopoulos · Řecko (GRE) |
| Obouruč   | Viggo Jensen · Dánsko (DEN)              | Launceston Elliot · Velká Británie (GBR) | Sotirios Versis · Řecko (GRE)         |

## Přehled medailí
| Pořadí | Země           | Zlato | Stříbro | Bronz | Celkově |
| ------ | -------------- | ----- | ------- | ----- | ------- |
| 1.     | Dánsko         | 1     | 1       | 0     | 2       |
| 1.     | Velká Británie | 1     | 1       | 0     | 2       |
| 3.     | Řecko          | 0     | 0       | 2     | 2       |
| Celkem | Celkem         | 2     | 2       | 2     | 6       |